# Antonio Rossaro
Antonio Rossaro (Rovereto, 8 giugno 1883 – Rovereto, 4 gennaio 1952) è stato un giornalista, scrittore e presbitero italiano.

## Biografia
Nacque a l'8 giugno 1883 a Rovereto, città al tempo appartenente ai domini asburgici. Compiuti gli studi nel seminario di Rovigo, per le sue idee interventiste non fece ritorno in Trentino fino alla fine del primo conflitto mondiale, ma rimase profondamente legato al suo territorio d'origine.
Fu ordinato sacerdote cattolico nel 1911. Nel 1913 divenne socio dell'Accademia Roveretana degli Agiati.
A Rovigo e in provincia si distinse per una costante opera di propaganda irredentista, con scritti letterari e con la redazione del periodico Alba Trentina. Si valse della collaborazione artistica del giovane conterraneo Giorgio Wenter Marini. Fu tra gli artefici del Monumento a Cesare Battisti che fu eretto a Rovigo nel 1917, opera dello scultore Virgilio Milani.
Nel primo dopoguerra poté tornare a Rovereto, dove legò il suo nome alla realizzazione della Campana dei Caduti. Viene indicato fra i membri fondatori della Società per gli studi trentini, oggi nota come Società di studi trentini di scienze storiche.
Mentre fu direttore della Biblioteca civica di Rovereto (dal 1921 alla morte), assicurò a tale istituzione il deposito di vari fondi archivistici e bibliografici di grande interesse per la storia e la cultura del territorio (conti Lodron, baroni Salvotti di Mori, Zenatti, Scipio Sighele, Congregazione di Carità, Federico Halbherr, Paolo Orsi, Alberto Tacchi, famiglia Moll).
Nel 1921 fu tra i fondatori del Museo storico italiano della guerra con Antonio Piscel, Giuseppe Chini e Giovanni Malfer.